# Mid-Season Invitational
O Mid-Season Invitational (MSI) é um torneio internacional anual de League of Legends organizado pela Riot Games no meio dos anos, desde 2015. É o segundo torneio internacional de League of Legends mais importante, além do Campeonato Mundial. Atualmente, é disputado por 10 equipes das cinco principais ligas de League of Legends, a saber, League of Legends Champion Korea (LCK), League of Legends Pro League (LPL), League of Legends EMEA Championship (LEC), League of Legends Championship of The Americas (LTA) e League of Legends Championship Pacific (LCP).
A Royal Never Give Up da China é a equipe de maior sucesso com três títulos de MSI. A Gen.G da Coreia do Sul é a atual campeã, após derrotar a Bilibili Gaming por 3 a 1 na grande final de 2024.

## História
Em 2015 e 2016, o evento contou com os campeões da Primeira Etapa das cinco principais ligas regionais competitivas de League of Legends (LEC, LCS, LCK, LMS, LPL), além de um time de uma região determinada pelo International Wildcard Invitational (IWCI), realizada algumas semanas antes. Em seu torneio inaugural, o time chinês Edward Gaming saiu vitorioso ao derrotar o time sul-coreano SK Telecom T1 por 3–2 na final.
Em 2017, os campeões da Primeira Etapa de todas as regiões participavam do evento. O International Wildcard Invitational foi substituído pela fase de entrada. A melhor região do antigo IWCI recebia uma vaga direta na fase de grupos do Campeonato Mundial daquele ano para o campeão da Segunda Etapa. As quatro primeiras regiões obtinham uma vaga de cabeça-de-chave na fase de grupos do Campeonato Mundial. Em 2021 e 2022, não houve uma fase de entrada, com todos os times começando na fase de grupos, seguido por uma fase hexagonal todos contra todos e eliminatórias simples com semifinais e final.
A partir de 2023, todas as regiões continuam a levar seus times campeões da Primeira Etapa para o torneio, porém as quatro melhores regiões também levam seus vice-campeões. O torneio foi novamente dividido em duas fases. Os campeões das quatro principais ligas começam na fase principal, junto com o vice-campeão da região vencedora do Campeonato Mundial do ano anterior. Os demais times começam na fase de entrada, com três desses se classificando para a fase principal, um esquema de chaves de dupla eliminatória até que se chegue em um vencedor.

## Resultados
|     | Ano  | Local                                                                              | Final                                                                              | Final                                                                              | Final                                                                              | Semifinalistas                                                                     | Semifinalistas                                                                     | N.º                                                                                |
| Ed. | Ano  | Local                                                                              | Campeão                                                                            | Placar                                                                             | Vice-campeão                                                                       | 3º Colocado                                                                        | 4º Colocado                                                                        | N.º                                                                                |
| --- | ---- | ---------------------------------------------------------------------------------- | ---------------------------------------------------------------------------------- | ---------------------------------------------------------------------------------- | ---------------------------------------------------------------------------------- | ---------------------------------------------------------------------------------- | ---------------------------------------------------------------------------------- | ---------------------------------------------------------------------------------- |
| 1   | 2015 | Tallahassee                                                                        | Edward Gaming                                                                      | 3–2                                                                                | SK Telecom T1                                                                      | Fnatic e ahq Esports                                                               | Fnatic e ahq Esports                                                               | 12                                                                                 |
| 2   | 2016 | Xangai                                                                             | SK Telecom T1                                                                      | 3–0                                                                                | Counter Logic Gaming                                                               | Royal Never Give Up e Flash Wolves                                                 | Royal Never Give Up e Flash Wolves                                                 | 12                                                                                 |
| 3   | 2017 | São Paulo e Rio de Janeiro                                                         | SK Telecom T1                                                                      | 3–1                                                                                | G2 Esports                                                                         | Flash Wolves e Team WE                                                             | Flash Wolves e Team WE                                                             | 12                                                                                 |
| 4   | 2018 | Berlim e Paris                                                                     | Royal Never Give Up                                                                | 3–1                                                                                | King-Zone DragonX                                                                  | Fnatic e Flash Wolves                                                              | Fnatic e Flash Wolves                                                              | 12                                                                                 |
| 5   | 2019 | Ho Chi Minh, Hanói e Taipé                                                         | G2 Esports                                                                         | 3–0                                                                                | Team Liquid                                                                        | SK Telecom T1 e Invictus Gaming                                                    | SK Telecom T1 e Invictus Gaming                                                    | 12                                                                                 |
| –   | 2020 | Cancelado devido a pandemia de COVID-19 e substituído com o Mid-Season Streamathon | Cancelado devido a pandemia de COVID-19 e substituído com o Mid-Season Streamathon | Cancelado devido a pandemia de COVID-19 e substituído com o Mid-Season Streamathon | Cancelado devido a pandemia de COVID-19 e substituído com o Mid-Season Streamathon | Cancelado devido a pandemia de COVID-19 e substituído com o Mid-Season Streamathon | Cancelado devido a pandemia de COVID-19 e substituído com o Mid-Season Streamathon | Cancelado devido a pandemia de COVID-19 e substituído com o Mid-Season Streamathon |
| 6   | 2021 | Reykjavík                                                                          | Royal Never Give Up                                                                | 3–2                                                                                | DWG KIA                                                                            | MAD Lions e TALON                                                                  | MAD Lions e TALON                                                                  | 11                                                                                 |
| 7   | 2022 | Busan                                                                              | Royal Never Give Up                                                                | 3–2                                                                                | T1                                                                                 | G2 Esports e Evil Geniuses                                                         | G2 Esports e Evil Geniuses                                                         | 11                                                                                 |
| 8   | 2023 | Londres                                                                            | JD Gaming                                                                          | 3–1                                                                                | Bilibili Gaming                                                                    | T1                                                                                 | Gen.G                                                                              | 13                                                                                 |
| 9   | 2024 | Chengdu                                                                            | Gen.G                                                                              | 3–1                                                                                | Bilibili Gaming                                                                    | T1                                                                                 | G2 Esports                                                                         | 12                                                                                 |
| 10  | 2025 | Vancouver                                                                          | Gen.G                                                                              | 3–2                                                                                | T1                                                                                 | Anyone's Legend                                                                    | Bilibili Gaming                                                                    | 10                                                                                 |

## Performances

### Por região
| Região                 | Títulos | Vices | Semifinalista | Edições campeão              | Edições vice-campeão         | Edições Semifinalistas       |
| ---------------------- | ------- | ----- | ------------- | ---------------------------- | ---------------------------- | ---------------------------- |
| China (LPL)            | 5       | 2     | 5             | 2015, 2018, 2021, 2022, 2023 | 2023, 2024                   | 2016, 2017, 2019, 2025       |
| Coreia do Sul (LCK)    | 4       | 5     | 4             | 2016, 2017, 2024, 2025       | 2015, 2018, 2021, 2022, 2025 | 2019, 2023, 2024             |
| Europa (LEC)           | 1       | 1     | 5             | 2019                         | 2017                         | 2015, 2018, 2021, 2022, 2024 |
| América do Norte (LCS) | 0       | 2     | 1             | —                            | 2016, 2019                   | 2022                         |
| Ásia-Pacífico (PCS)    | 0       | 0     | 5             | —                            |                              | 2015, 2016, 2017, 2018, 2021 |

### Por equipe
| Equipe               | Títulos | Vices | Semifinalista | Edições campeão  | Edições vice-campeão | Edições Semifinalistas |
| -------------------- | ------- | ----- | ------------- | ---------------- | -------------------- | ---------------------- |
| Royal Never Give Up  | 3       | 0     | 1             | 2018, 2021, 2022 | —                    | 2016                   |
| T1                   | 2       | 3     | 3             | 2016, 2017       | 2015, 2021, 2025     | 2019, 2023, 2024       |
| Gen.G                | 2       | 0     | 1             | 2024, 2025       | —                    | 2023                   |
| G2 Esports           | 1       | 1     | 2             | 2019             | 2017                 | 2022, 2024             |
| Edward Gaming        | 1       | 0     | 0             | 2015             | —                    | —                      |
| JD Gaming            | 1       | 0     | 0             | 2023             | —                    | —                      |
| Bilibili Gaming      | 0       | 2     | 1             | —                | 2023, 2024           | 2025                   |
| Counter Logic Gaming | 0       | 1     | 0             | —                | 2016                 | —                      |
| DWG KIA              | 0       | 1     | 0             | —                | 2021                 | —                      |
| King-Zone DragonX    | 0       | 1     | 0             | —                | 2018                 | —                      |
| Team Liquid          | 0       | 1     | 0             | —                | 2019                 | —                      |
| Flash Wolves         | 0       | 0     | 3             | —                | —                    | 2016, 2017, 2018       |
| Fnatic               | 0       | 0     | 2             | —                | —                    | 2015, 2018             |
| ahq Esports          | 0       | 0     | 1             | —                | —                    | 2015                   |
| Anyone's Legend      | 0       | 0     | 1             | —                | —                    | 2025                   |
| Evil Geniuses        | 0       | 0     | 1             | —                | —                    | 2022                   |
| Invictus Gaming      | 0       | 0     | 1             | —                | —                    | 2019                   |
| MAD Lions            | 0       | 0     | 1             | —                | —                    | 2021                   |
| TALON                | 0       | 0     | 1             | —                | —                    | 2021                   |
| Team WE              | 0       | 0     | 1             | —                | —                    | 2017                   |